# ウルフズ・コール
『ウルフズ・コール』（仏: Le Chant du loup、英: The Wolf's Call）は、2019年のフランスのアクション・スリラー映画。外交官出身でコミック作家であるアントナン・ボードリー監督の最初の長編作品で、ボードリーによるオリジナル脚本である。出演はフランソワ・シヴィル、オマール・シー、マチュー・カソヴィッツ、レダ・カテブなど。
核戦争勃発の危機に直面したフランス海軍の原子力潜水艦の乗組員たちの運命を描いている。
日本では2019年6月22日フランス映画祭2019横浜においてクロックワークス配給により、イオンシネマみなとみらいで上映。その後、2020年9月25日から全国で上映された。

## ストーリー
プロローグ
フランス海軍の攻撃型原子力潜水艦「チタン」でソーナー員として勤務する主人公のシャンテレッド、通称ソックスは、並外れた聴力を活かし敵の動向を探るという重要な役割を担う「黄金の耳」の一人だった。
シリアでの特殊部隊輸送任務中、ソックスは正体不明の音を聴くが艦艇か動物かの識別を誤ってしまう。その結果、シリア軍の対潜ヘリコプターからの攻撃を受けた「チタン」は危機的状況に陥るも、艦長であるグランシャンは浮上して携行地対空ミサイルによる迎撃を行い、ヘリの撃墜に成功。帰還する特殊部隊の収容を終え、任務を成功させ、ブレスト港に帰還する。
序盤
フランス海軍はロシアから圧力を受けるフィンランドを支援するために艦隊を派遣することを決定し、フランス・ロシア間の関係が悪化する中、グランシャンは戦略ミサイル原潜「レフローヤブル」の艦長に転属。「チタン」の後任は副艦長であったドルシが着任する。
ソックスはミスに関しては信頼の厚いグランシャンからとがめられることはなかったが、黄金の耳としての役割を軍上層部から疑問視され、任務を外されそうになる。彼は独自に自分の聞いた音声パターンを調べていき、それがティムールIII型というロシア製潜水艦のものであることを突き止めるが、上官のパソコンから機密情報を勝手に閲覧するなど越権行為を多数行ったために逮捕されかかる。
しかし、グランシャンの計らいで「レフローヤブル」のソーナー員に抜擢される。ところが、直前になって尿検査で大麻が検出されたことで結局｢レフローヤブル｣の乗員から降ろされることになってしまう。
中盤
居場所を失い、自棄になって軍をやめようとするソックスだったが、その直後にロシアの戦略ミサイル原潜が弾道ミサイルを発射という緊急事態に遭遇する。フランス政府は報復に核ミサイル攻撃を敢行する指示を戦略ミサイル原潜部隊に指示する中、司令部に居合わせたソックスはロシアの弾道ミサイルの軌道などおかしな点を見つけ、核弾頭が非搭載であることを見抜く。
ALFOSTの提督はソックスの調査から関係各所と調査した結果、ロシアが裏で売却していた戦略ミサイル原潜を入手した中東のテロ組織が核弾頭非搭載のミサイルを発射し、フランスに本物の核ミサイルをロシアに対して撃たせ、核戦争を誘発させようとしていたことを突き止める。
真実を知ったフランス政府は攻撃中止を命じようとするが、軍規上、一度大統領命令が出た時点で通信をすべて遮断して作戦行動に移行していた「レフローヤブル」を止める手立てはなく、政府は「レフローヤブル」を撃沈してでも阻止する命令を下す。
終盤
提督はソックスと共に「レフローヤブル」の海域付近にいたソックスの古巣である「チタン」にヘリで向かって移乗。艦長のドルシに事の顛末を伝え、捜索した末に「レフローヤブル」を発見した「チタン」であったが、攻撃停止の呼びかけに対して「レフローヤブル」は軍規に従って答えようとしない。
ドルシは自分が潜水服を着て「レフローヤブル」に単身接近し、通信を試みるが、「レフローヤブル」側は「チタン」の行動が離反行為と認識し、艦長のグランシャンは迷った末に「チタン」に対して魚雷攻撃を敢行。「チタン」はダメージを受け、余波で水中にいたドルシは死亡する。
「レフローヤブル」は「チタン」がダメージを受けた隙をついて姿を消し、命令通り核ミサイル攻撃を敢行しようとする。｢チタン｣の指揮を代理でとることになった提督は、ソックスのソーナー操作によって「レフローヤブル」の居場所を特定させると有線誘導魚雷によって攻撃を敢行する。
ミサイル発射の準備を進めていて回避行動がとれない「レフローヤブル」のグランシャンは「チタン」に対して魚雷攻撃を行うことで有線誘導ワイヤーの限界距離を迎えさせ、ワイヤーを切らせようとするも提督は相打ちを覚悟で回避行動をせず「レフローヤブル」側のデコイ等の攻撃を見切って魚雷の誘導指示を続ける。
結果、「レフローヤブル」は魚雷の至近弾を受けて中破し、ミサイル発射は阻止。一方の「チタン」は魚雷の直撃を受けて大破撃沈されてしまう。魚雷の至近弾によるダメージで指令室に有毒ガスが充満する「レフローヤブル」で重傷を負ったグランシャンは沈みゆく「チタン」からソックスが発信した通信によるミサイル発射中止の懇願を聞き、ミサイル発射の中止を行った末にガスにより死亡する。
ソックスは生き残っていた提督の力を借り海上へ脱出に成功するが、提督を含んだ残りの乗組員と共に「チタン」は海底に沈んでいった。物語は帰港する「レフローヤブル」艦上で弔いを行うソックスの姿を映して幕を閉じる。

## キャスト
| 役名                       | 俳優                       | 日本語吹替 |
| -------------------------- | -------------------------- | ---------- |
| シャンテレッド（ソックス） | フランソワ・シヴィル       | 福山潤     |
| ドルシ                     | オマール・シー             | 三瓶雄樹   |
| グランシャン               | レダ・カテブ               | 斎藤寛仁   |
| 提督（ALFOST）             | マチュー・カソヴィッツ     | 山中誠也   |
| ディアン                   | パウラ・ベーア             |            |
| CIRA司令                   | ジャン＝イヴ・ベルトルート |            |
| レフローヤブル副長         | アレクシス・ミカリック     |            |

## 登場兵器
フランス海軍
- 攻撃型原潜「チタン」“Titane”（モデルはリュビ級）
- 戦略ミサイル原潜「レフローヤブル」“L'Effroyable”（モデルはル・トリオンファン級）
- 戦略ミサイル原潜「ランフロラブル」
- ラファイエット級フリゲート
- EC225

シリア海軍
- ザーラ級フリゲート艦（架空のイタリア製フリゲート艦。モデルはインディペンデンス級）
- 搭載ヘリコプター（Shahed 285を基にした架空機と思われる。攻撃ヘリの性質を備えるタンデム複座機で20mmもしくは30mmチェーンガンと吊下ソーナーを装備。）

ロシア海軍
- ティムールIII型（モデルはデルタIII/IV型）
- クーガー級（架空艦。ロシアの新型艦として会話に登場。）

## 作品の評価
アロシネによれば、フランスの27のメディアによる評価の平均点は5点満点中3.5点である。
Rotten Tomatoesによれば、批評家の一致した見解は「『ウルフズ・コール』はあなたを席で前のめりにさせ続ける古典的な潜水艦アクション・スリラーである。」であり、13件の評論のうち高評価は85%にあたる11件で、平均点は10点満点中6.1点となっている。